# Зелиньский, Зигмунт
Зигмунт Станиславович Зелиньский (пол. Zygmunt Zieliński; 24 апреля 1925, Лодзь — 27 сентября 2017, Варшава) — польский военачальник времён ПНР, генерал дивизии Народного Войска Польского, дипломат. В 1968—1986 — начальник управления кадров Министерства обороны ПНР. В 1981—1983 — секретарь Военного совета национального спасения.

## В войне
Родился в семье военного. Проживал с семьёй во Владимире-Волынском. В 1939, в результате Польского похода РККА, Западная Украина была присоединена к Советскому Союзу. Семью Зелиньских депортировали в Сибирь. Зигмунт Зелиньский привлекался к принудительному труду на лесозаготовках. Жил в селе Поспелиха при совхозе «12 лет Октября». Получил среднее образование.
В 1943 Зигмунт Зелиньский вступил в 1-ю пехотную дивизию имени Тадеуша Костюшко. В 1944 окончил офицерское училище в Рязани, в 1946 — курсы батальонных командиров в Рембертуве. Завершив учёбу, служил в системе военного образования. Занимался подготовкой офицерских кадров Войска Польского, преподавал тактику.

## В ПНР

### Военная служба
С 1948 капитан Зигмунт Зелиньский обучался в Академии Генерального штаба. Окончил в 1951 в звании майора. С 1957 — полковник. Преподавал в Академии, в 1962 получил степень доктора военных наук.
В 1965 Зигмунт Зелиньский занял пост начальника канцелярии министра обороны ПНР Мариана Спыхальского. В 1968 в звании генерала бригады — начальник управления кадров Министерства обороны. Оставался в этой должности до 1986. С 1972 — генерал дивизии. Был удостоен ряда государственных наград ПНР, СССР, ГДР, НРБ.

### Политическая роль
Зигмунт Зелиньский принадлежал к военной номенклатуре, в 1975—1981 являлся кандидатом в члены ЦК правящей компартии ПОРП. С 1981 по 1986 — член Центральной комиссии партийного контроля. В 1974—1990 — член руководящего органа Союза борцов за свободу и демократию.
В период противоборства ПОРП с независимым профсоюзом Солидарность генерал Зелиньский занимал жёсткую партийную позицию. Был делегатом VI (1971), VII (1975), VIII (1980), IX (1981, чрезвычайный) и X (1986) съездов ПОРП. IX съезд проходил в обстановке острого противоборства с «Солидарностью».
13 декабря 1981 генерал Зелиньский был включён в состав Военного совета национального спасения (WRON), возглавляемого генералом Ярузельским. Являлся секретарём WRON в период военного положения. Организовывал аппаратное функционирование и документооборот WRON.
В 1987 Зигмунт Зелиньский был назначен руководителем военной миссии ПНР в Западном Берлине. Занимал этот пост в течение трёх лет. С конца 1990 пребывал на пенсии.

## В отставке
Функции Зигмунта Зелиньского как члена WRON не были непосредственно связаны с силовым подавлением «Солидарности» и политическими репрессиями. Он не подвергался судебному преследованию в Третьей Речи Посполитой.
Состоял в Клубе генералов Войска Польского — ветеранской организации высших военных чинов времён ПНР.
24 сентября 2013 президент Польши Бронислав Коморовский принял группу членов Клуба генералов Войска Польского. Контакт главы государства — бывшего диссидента и активиста «Солидарности», интернированного при военном режиме — с «коммунистическими генералами» вызвал политический скандал. Особо отмечалось присутствие на встрече Зигмунта Зелиньского и Збигнева Новака, бывших членов WRON.
Скончался Зигмунт Зелиньский в возрасте 92 лет. Похоронен на Брудновском кладбище в Варшаве.